# جورج بيرنسايد
جورج بيرنسايد (بالإنجليزية: George Burnside)‏ هو لاعب كرة قدم أمريكية أمريكي، ولد في 21 يناير 1899، وتوفي في 2 نوفمبر 1962 في سياتل في الولايات المتحدة.